# 夷坚志
《夷堅志》是宋朝著名笔记体志怪小說集，南宋洪邁撰，原書420卷，今存不及半。

## 内容
《夷坚志》始刊於紹興末年（1162年），停筆於嘉泰二年壬戊（1202年），書名取《列子·湯問》“夷堅聞而志之”（古代賢者夷堅聽聞奇異之事而記錄下來）之意，記述了宋代城市生活、人文掌故、奇聞趣事，內容涉及三教九流、宗教信仰、諸子百家，搜羅廣泛，卷帙浩瀚，有不少話本和戲曲都取材於《夷堅志》故事，如〈馮玉梅團圓〉取材於〈徐信妻〉，僅凌濛初即取材三十餘篇，佔《二拍》篇幅一半。
《夷坚志》原書凡420卷，分初志、支志、三志、四志，每志又分十集，《乙志序》中说：“《夷坚初志》成，士大夫或传之，今镂板于闽、于蜀、于婺、于临安，盖家有其书。”但随编随印，加之卷帙浩繁，全帙的刻本极少。後世多以涵芬樓版二百零六卷為通行本，分初志、支志及三志，外加補遺。

## 評價
後人對《夷坚志》褒貶不一。沈屺瞻說：“第觀其書，滉漾恣縱，瑰奇絕特，可喜可愕，可信可證，有足擴耳目聞見之所不及而供學士文人之搜尋摭拾者，又寧可與稗官野乘同日語哉。”陸心源說：“雖其所載頗予傳記相似，飾說剽竊，借與談助，‘支甲序’已自言之。至于文思雋永，層出不窮，實非後人所及。自甲志至四甲，凡三十一序，各出新意，不相複重，趙與時《賓退錄》節錄其文，堆挹甚至，信乎文人之能事，小說之淵海也。”魯迅說：“偏重事狀，少所鋪敘”，不脫六朝志怪“粗陳梗概”的傳統。甚至是漫抄舊書，一昧貪多，有人取《太平广记》中之事“改鼠首尾，别以名字以投之，至有数卷者”，洪迈也都收入。陈栎勤《有堂随录》则谓洪氏"欲修国史,借此练习其笔”。周密批評他“貪多務得，不免妄誕。”

## 流傳
《夷堅志》於宋代已有散佚，元代亡佚近半。《宋史·艺文志》只录甲乙丙六十卷，丁戊己庚八十卷。元人沈天佑曾刻印《夷坚初志》甲乙丙丁四志共八十卷，仅占全书的五分之一，另外叶祖荣选编的《分类夷坚志》今存五十一卷。可见《夷坚志》散佚之严重。现存传本以上海涵芬樓編印张元济校勘的《新校輯補夷堅志》二百零六卷最全，但初志、支志、三志加补遗僅約为原书之半。後來《永乐大典》等书中又辑出佚文二十六则。《夷堅志》大量的記載中醫藥文化的內容，幾乎包含了中醫藥文化的各個層面。元好問著有《續夷堅志》。元代有無名氏的《湖海新聞夷堅續志》。